# Polyrhachis aerope
Polyrhachis aerope är en myrart som beskrevs av Wheeler 1922. Polyrhachis aerope ingår i släktet Polyrhachis och familjen myror. Inga underarter finns listade i Catalogue of Life.